# ルイス・ラカジェ・ポー
ルイス・アルベルト・アレハンドロ・アパリシオ・ラカジェ・ポー（スペイン語: Luis Alberto Alejandro Aparicio Lacalle Pou, 1973年8月11日 - ）はウルグアイの政治家、弁護士。同国大統領（第42代、2020-2025）を1期4年務めた。 国民党の党員であり、同国で最も若い大統領の一人である。
彼はモンテビデオで生まれ、ウルグアイ元大統領ルイス・アルベルト・ラカージェと元上院議員でファーストレディのフリア・ポーの息子である。 ラカジェ・ポーはモンテビデオのブリティッシュ・スクールに通い、1998年にウルグアイ・カトリック大学の法学部を卒業している。2000年から2015年までは下院議員、2015年から2019年までは上院議員を務めた。2011年には第47回立法府第1期会期中に下院議長を務めた。

## 政治家としての経歴
1999年の総選挙でカネロネス県の代表に選出され、2000年から2005年までの任期を務めた。2004年には曽祖父のルイス・アルベルト・デ・ヘレラが創設した運動である国民党のヘレリスモ派の下で再選を果たした。2009年の総選挙では3期連続当選し、2015年まで務めた。
2010年の地方選挙では、カネロネス県のインテンダント (地方行政長官)候補で、22.82％の得票率を獲得し、拡大戦線のマルコス・カランブラに敗れた。
ラカジェ・ポーの経歴は、父の後を継いで政界に入ったウルグアイの元大統領の息子であるペドロ・ボルダベリーの経歴を反映している。
ラカジェ・ポーは、政治一覧404番（モンテビデオ）と400番（カネロネス）のリーダーである。

## 大統領候補

### 2014年
2014年3月30日、ラカジェ・ポーは大統領選への立候補を表明した。 2014年6月1日、10月に行われる大統領選で自党の候補者としてノミネートされ、上院議員に当選した。 2014年11月30日に行われた大統領選の2度目の投票で敗北した。

### 2019年
2019年の大統領選では、ラカジェ・ポーはエンリケ・アンティア、カルロス・イアフィリオラ、再びホルヘ・ララニャーガ、そして彼が緊張した関係を維持していた新候補フアン・サルトーリと競った。ラカジェ・ポーは虚偽報道の拡散を非難し、その内のいくつかは裁判にかけられた。 ポーは53％の得票率で予備選に勝利し、6月30日の同日夜にベアトリス・アルヒモンを副大統領候補として発表した。
2019年11月24日、2019年大統領選の第2ラウンドでルイス・ラカジェ・ポーは48.71％の内定者投票を獲得した。対抗馬の拡大戦線からの候補で元モンテビデオ地方長官であるダニエル・マルティネスは47.51％の得票率を得た。ウルグアイ選挙管理裁判所は、公式の結果を2019年11月29日の金曜日までに発表する予定であったが観測された票はまだ集計されておらず、2人の候補者の差を合計しても足りず接戦となった。ダニエル・マルティネスは、公式結果を待つとしてレースを譲歩しなかった。ポーは非公式に自身の勝利を宣言したが、すでに集計された票数が不可逆的な傾向を示していた。マルティネスは2019年11月28日に敗北を認めた。11月30日、最終的な投票数の集計では、ラカジェ・ポーが47.3％のマルティネスに対し、48.8％の得票率で勝利した事が確定した。 彼は1995年に父親が退陣して以来、大統領職を獲得した初の国民党候補であった。彼の当選は、154年ぶり4回目の国民党候補の当選となった。

## ウルグアイ大統領
ラカジェは2020年3月1日、大統領に就任。議会前の憲法宣誓の後、ベアトリス・アルヒモン副大統領と共にリベルタドール通りをベアトリス・アルヒモンの曽祖父、ルイス・アルベルト・デ・エレラが所有していた1937年製のフォードV8コンバーチブルでパレードした。 パレードはインデペンデンシア広場で終了し、ここでタバレ・バスケス前大統領から大統領綬を受け取った。
ラカジェは選挙運動中に、緊急審議法を通じた一連の政府措置の導入を公約した。これはウルグアイの行政権の大権で、90日の審議期限のある法案を議会に提出することを認めているが、期限が切れており、逆に議会が反対の決議をしなければ賛成の形で承認される。 2020年のコロナウイルスの大流行により法案の提出が遅れ、2020年4月23日にようやく正式に国会に提出された。

### 内閣
ラカジェは2019年12月16日、国民党、コロラド党、カビルド・アビエルト、独立党、人民党からなる選挙同盟「多色同盟」で構成される内閣を発表した。 ラカジェは「行動の政府」になると宣言し、「国民とたくさん話す政府」を作りたいとしている
| 省庁                     | 大臣                             | 在任期間                      |
| ------------------------ | -------------------------------- | ----------------------------- |
| 内務省                   | ホルヘ・ララニャーガ             | 2020年3月1日 - 2021年5月22日  |
| 内務省                   | ルイス・アルベルト・エーベル     | 2021年5月24日 - 2023年11月4日 |
| 内務省                   | ニコラス・マルティネリ           | 2023年11月6日 -               |
| 外務省                   | エルネスト・タルヴィ             | 2020年3月1日 - 7月6日         |
| 外務省                   | フランシスコ・ブスティージョ     | 2020年7月6日 - 2023年11月1日  |
| 外務省                   | オマル・パガニーニ               | 2023年11月6日 -               |
| 経済財政省               | アズセナ・アルベレチェ           | 2020年3月1日 -                |
| 国防省                   | ハビエル・ガルシア・ドゥッチーニ | 2020年3月1日 - 2024年3月4日   |
| 国防省                   | アルマンド・カスタインデバット   | 2024年3月4日 -                |
| 教育文化省               | パブロ・ダ・シルヴェイラ         | 2020年3月1日 -                |
| 工業・エネルギー・鉱業省 | オマール・パガニーニ             | 2020年3月1日 -                |
| 保健省                   | ダニエル・サリナス               | 2020年3月1日 - 2023年3月13日  |
| 保健省                   | カリーナ・ランド                 | 2023年3月13日 -               |
| 畜農水産省               | カルロス・マリア・ウリアルテ     | 2020年3月1日 - 2021年6月27日  |
| 畜農水産省               | フェルナンド・マットス・コスタ   | 2021年6月27日 -               |
| 労働社会福祉省           | パブロ・ミエレス                 | 2020年3月1日 -                |
| 運輸公共事業省           | ルイス・アルベルト・ヒーバー     | 2020年3月1日 - 2021年5月25日  |
| 運輸公共事業省           | ホセ・ルイス・ファレーロ         | 2021年5月25日 -               |
| 観光省                   | ヘルマン・カルドーゾ             | 2020年3月1日 - 2021年3月22日  |
| 観光省                   | タバエ・ビエラ                   | 2021年8月23日 - 2024年3月11日 |
| 観光省                   | エドゥアルド・サンギネッティ     | 2024年3月11日 -               |
| 住宅・領土計画省         | イレネ・モレイラ                 | 2020年3月1日 - 2023年5月5日   |
| 住宅・領土計画省         | ラウル・ロサノ・ボネット         | 2023年5月9日 -                |
| 環境省                   | アドリアン・ペニャ               | 2020年8月27日 - 2023年1月30日 |
| 環境省                   | ロベルト・ブビエル               | 2023年2月1日 -                |
| 社会開発省               | パブロ・バルトール               | 2020年3月1日 - 2021年5月3日   |
| 社会開発省               | マルティン・レマ                 | 2021年5月3日 - 2024年3月4日   |
| 社会開発省               | アレハンドロ・シアーラ           | 2024年3月4日 -                |
| スポーツ省               | セバスティアン・バウザ           | 2020年3月1日 -                |
| 大統領府                 | アルバロ・デルガド・チェレッタ   | 2020年3月1日 - 2023年12月21日 |
| 大統領府                 | ロドリゴ・フェレス               | 2023年12月21日 -              |
| 大統領府事務局           | ロドリゴ・フェレス               | 2020年3月1日 - 2023年12月21日 |
| 大統領府事務局           | マリアナ・カブレラ               | 2023年12月21日 -              |
| 企画予算局               | イサーク・アルフィー             | 2020年3月1日 - 2023年12月15日 |
| 企画予算局               | フェルナンド・ブランコ           | 2023年12月15日 -              |